# Who Killed John Savage?
Who Killed John Savage? é um filme de mistério produzido no Reino Unido e lançado em 1937.